# Пьюзо, Марио
Ма́рио Джанлуи́джи Пью́зо (англ. Mario Gianluigi Puzo; 15 октября 1920, Манхэттен, Нью-Йорк, США — 2 июля 1999, Уэст-Бэй-Шор, штат Нью-Йорк, США) — американский писатель итальянского происхождения, критик, сценарист и беллетрист.

## Биография
Родился 15 октября 1920 года в Нью-Йорке в семье итальянских иммигрантов. Во время Второй мировой войны служил в частях ВВС США в Восточной Азии и в Германии. Учился в Нью-Йоркской Новой школе социальных исследований и в Колумбийском университете.
Около двадцати лет работал в правительственных учреждениях США в Нью-Йорке и за границей. С 1963 года он начал работать внештатным журналистом и стал профессиональным литератором.
Первая книга Марио Пьюзо «Арена мрака» увидела свет в 1955 году. Действие романа разворачивается в послевоенной Германии. В центре событий история любви американского солдата Уолтера Моски, ожидающего возвращения своей части в США, и немецкой девушки Геллы. Следующий роман «Счастливая странница», вышедший в 1965 году, посвящён тяжёлой жизни итальянских эмигрантов в США в годы Великой депрессии. В России эти две книги Марио Пьюзо впервые были изданы в 1990-х годах.
Широкую известность писателю принёс изданный в 1969 году роман «Крёстный отец» о корнях и законах чести итальянской мафии, коррупции, насилии и благородном гангстере доне Корлеоне. В 1970-е годы роман стал бестселлером. В 1972 году по произведению Марио Пьюзо кинорежиссёром Фрэнсисом Ф. Копполой был поставлен одноимённый фильм, сценарий для которого написал сам Пьюзо.
В 1978 году в мировой кинопрокат вышел фильм «Супермен», являющийся первой частью в классической квадрологии о Супермене. Автором сценария к фильму являлся Марио Пьюзо.
В 1980 году вышла вторая часть квадрологии «Супермен 2», сценарий к которой также написал Марио Пьюзо.
Скончался от сердечной недостаточности 2 июля 1999 года на 79-м году жизни в собственном доме в Уэст-Бэй-Шоре, Лонг-Айленд.
Роман Марио Пьюзо «Омерта» был опубликован в 2000 году после смерти автора, последний роман — «Семья» (опубл. в 2001) — был закончен Кэрол Джино, медсестрой, которая ухаживала за его женой в последние годы жизни, а впоследствии стала компаньонкой писателя.

## Экранизации
- 1972 — «Крёстный отец»
- 1974 — «Крёстный отец 2»
- 1987 — «Сицилиец»
- 1988 — «Счастливая странница»
- 1990 — «Крёстный отец 3»
- 1997 — «Последний дон»

## Цитаты
В своём интервью New York Magazine Марио Пьюзо сказал:
|                                      | I'm ashamed to admit that I wrote 'The Godfather' entirely from research. I never met a real honest-to-god gangster. |  | Мне стыдно говорить об этом, но «Крёстного отца» я написал исключительно по своим литературным изысканиям. Я никогда не встречал настоящего кристально честного гангстера. |  |
| New York Magazine от 21 августа 1972 | |  | |  |